# Skælskør Kommune
| Strukturdaten       | Strukturdaten    |
| ------------------- | ---------------- |
| Sitz der Verwaltung | Skælskør         |
| Fläche              | 170,02 km²       |
| Einwohner           | 11.899 (2004)    |
| Kommune seit 2007   | Slagelse Kommune |

Skælskør Kommune war bis Dezember 2006 eine dänische Kommune im damaligen Vestsjællands Amt im Südwesten der Insel Seeland. Seit Januar 2007 ist sie zusammen mit der “alten” Slagelse Kommune, der Hashøj Kommune und der Korsør Kommune Teil der neuen Slagelse Kommune.